# دلیجه بزرگ
دلیجه بزرگ (نام علمی: Falco rupicoloides) نام یک گونه از سرده شاهین است.